# Socket AM5
АМ5 (LGA 1718) — процесорний роз'єм компанії AMD, що випускається на заміну АМ4. Монтажні отвори для систем охолодження на сокетах АМ4 та АМ5 повністю ідентичні, що означає повну сумісність систем охолодження для цих сокетів.
Вийшов 27 вересня 2022 року.

## Основні відмінності від AM4
- виконання в корпусі LGA
- підтримка інтерфейсу PCIe 5-го покоління
- підтримка DDR5